# Dipsas nicholsi
Dipsas nicholsi är en ormart som beskrevs av Dunn 1933. Dipsas nicholsi ingår i släktet Dipsas och familjen snokar. Inga underarter finns listade i Catalogue of Life.
Arten är känd från tre skilda områden i Panama. Kanske når den även norra Colombia. Ormen lever i regioner som ligger 60 till 855 meter över havet. Habitatet utgörs av regnskogar, molnskogar och galleriskogar. Honor lägger ägg.
Vid Río Chagres i centrala Panama skapades två större vattenmagasin. Beståndet hotas dessutom av skogarnas omvandling till odlingsmark samt av illegalt skogsbruk. Landskapsförändringarna är däremot inte allvarliga. IUCN kategoriserar arten globalt som livskraftig.